# 남오미자속
남오미자속(南五味子屬, Kadsura)은 아우스트로바일레이아목 오미자과에 속하는 속씨식물 속이다. 1810년에 처음 기록되었다. 원산지는 동아시아와 남아시아 그리고 동남아시아이다. 남오미자 등을 포함하고 있다.

## 하위 종
| - Kadsura acsmithii - Kadsura angustifolia - Kadsura borneensis - Kadsura celebica - Kadsura coccinea - Kadsura heteroclita | - Kadsura induta - 남오미자 (Kadsura japonica) - Kadsura lanceolata - Kadsura longepedunculata - Kadsura marmorata | - Kadsura oblongifolia - Kadsura philippinensis - Kadsura renchangiana - Kadsura scandens - Kadsura verrucosa |

- 이전에 남오미자속으로 분류되었다가 현재 오미자속으로 분류되는 종.
  - K. chinensis - Schisandra chinensis
  - K. grandiflora - Schisandra grandiflora
  - K. propinqua - Schisandra propinqua